# Woo Ha-ram
Pour les articles homonymes, voir RAM.
Woo Ha-ram (né le 21 mars 1998) est un plongeur sud-coréen.
Il remporte la médaille de bronze au tremplin de 1 m aux Jeux asiatiques de Incheon en 2014.